# Симаково (Осинский район)
Симаково — деревня в Осинском городском округе Пермского края России.

## Географическое положение
Деревня расположена на расстоянии около 2 километров по прямой на юг от города Оса.

## История
Известна с 1621 года, когда в ней отмечено 5 дворов. Отмечен 21 двор и 42 жителя в 1646 году,  576 жителей в 1904 году. Какое-то время деревня имела статус села. С 2006 по 2019 год входила в состав Осинского городского поселения Осинского района. После упразднения обоих муниципальных образований стала рядовым населенным пунктом Осинского городского округа. 

## Климат
Климат умеренно - континентальный. Среднегодовая температура составляет 2,5оС. Количество атмосферных осадков за год около 598 мм, из них большая часть приходится на тёплый период (июнь-июль). Теплый период (со среднесуточной температурой более 0оС и выше) 155 дней. В среднем пять месяцев в году средняя температура воздуха составляет 8оС.

## Население
Постоянное население составляло 147 человека (95% русские) в 2002 году, 107 человек в 2010 году. 